# Алоказия пахучая
Алока́зия паху́чая (лат. Alocasia odora) — многолетнее вечнозелёные травянистое растение, вид рода Алоказия (Alocasia) семейства Ароидные (Araceae).

## Ботаническое описание
Гигантские вечнозелёные многолетние травы до 2,5 м высотой, с небольшим количеством млечного сока.
Стебель от вертикального до полегающего, с короткими столонами, растущими из основания стебля, заканчивающимися клубнями.

### Листья
Листья от нескольких до скорее многих, собранные на верхушке стебля у взрослых растений. Черешки до 1,5 м длиной, вложенные в чешуевидные влагалища. Листовая пластинка кожистая, округлая, сердцевидно-стреловидная или сердцевидно-овальная, до 130 см длиной, до 100 см шириной, коротко-заострённая на вершине, с волнистыми краями в основании, доли в нижней части плотно сросшиеся с черешком. Первичные жилки по 9—12 с каждой стороны. Межпервичные жилки формируют чёткую общую жилку.

### Соцветия и цветки
Соцветия по 2—3 в пазухах листьев, сопровождаются чешуйчатыми катафиллами. Цветоножка крепкая, около 35 см длиной, превышает катафилл во время цветения. Покрывало 13—25 см длиной, сжатое от основания. Трубка покрывала яйцевидная, зелёная. Пластинка покрывала широко-продоговато-ланцетовидная, голубовато-зелёная, 10—30 см длиной, 4—8 см в диаметре, формы капюшона в период цветения, позднее согнутая, тогда высохшая, чешуйчатая, зеленовато-белая.
Початок короче покрывала, на короткой ножке. Женская цветочная зона цилиндрическая, 1—2 см длиной, 1,5 см в диаметре; завязь бледно-зелёного цвета, около 3 мм в диаметре; рыльце сидячее, слегка трёхлопастное; лопасти тупые, бледно-зелёного цвета. Стерильный промежуток равен по длине мужской зоне, цвета слоновой кости, очень немного суженный в месте перетяжки на покрывале; синандродии ромбо-шестиугольные, около 2,5 мм в диаметре. Мужская цветочная зона цилиндрическая, 3—5 см длиной, около 2 см в диаметре, беловатая; синандрии ромбо-шестиугольные, на верхушке выпуклые из-за сформированной связниками шапочки, около 1,5 мм в диаметре. Придаток продолговато-конический, 3—5,5 см длиной, 1—2 см в диаметре, равен 1⁄3 длины початка, в основании заметно более толстый, чем мужская зона, затем сужающийся, белый.

### Плоды
Плодоносящая часть початка около 6 см длиной. Плоды — шаровидные ягоды, около 1 см в диаметре, при созревании алые.
|                                         |  |  |
| Слева направо: лист, соцветие, соплодие |  |  |

Этот вид часто путают с алоказией крупнокорневищной, но у последней никогда не бывает округлых листьев и их черешки пропорционально короче придатка початка, алоказия крупнокорневищная никогда не производит столоны из основания стебля.

## Распространение
Растёт в Азии (Китай, Япония (Рюкю), Тайвань, Индия (северо-восток), Бангладеш, Шри-Ланка, Камбоджа, Мьянма, Таиланд, Вьетнам, Борнео).
Растёт в первичных и вторичных дождевых тропических лесах, бамбуковых рощах, по берегам рек, на болотах, иногда на известняковых скалах, на высоте до 1700 м над уровнем моря.

## Практическое использование
В Китае корневища алоказии пахучей применяются от болей в животе, при холере, грыже; наружно при нарывах, укусах змей и насекомых.